# Zodarion aculeatum
Zodarion aculeatum är en spindelart som beskrevs av Cornelius Chyzer 1897. Zodarion aculeatum ingår i släktet Zodarion och familjen Zodariidae. Inga underarter finns listade i Catalogue of Life.